# Ninhurszag

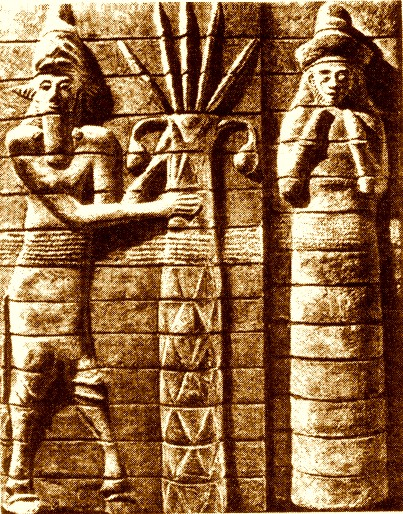
Ninhurszag az Élet Fájával Szúzából

Ninhurszag vagy Ninhurszang (Dnin-ḫur-saĝ, ékírással 𒀭𒊩𒉺𒌆; DINGIR.NIN.PA×TÚG/PA.DUN3, átírásban Ninḫursaĝ) a mezopotámiai mitológia föld- és anyaistennője, mindkét minőségében a termékenység jelképe, oltalmazó patrónus, Sumer hét nagy istenének egyike. Talán Ki, An felesége volt az előképe, majd azonosult vele Nintu istennő is, és rajta keresztül kapcsolatban van Ereskigal kultuszával is, valamint a hettita Hannahannah tiszteletével is. Tisztelték Ninmah (Nagy Királynő), Mama vagy Mami (magyarul gyakorlatilag azt jelenti, ahogy hangzik, Anya), valamint Aruru, az akkád korban pedig Belet-ili néven is. További gyakori neve: Ninszikil (Dnin-sikil).

## Jellemzői
Ninhurszag az ábrázolásain általában szarvakat visel a fején, hosszú szoknyája van, kezében többnyire virágot, pálcát, vagy egy ómega alakú tárgyat tart. Babilon élre törése után fején viselte még az Észagíla jelét is. Temploma volt Eriduban és Kisben is, Adabban főistenként tisztelték, temploma az Émah volt.
A nin-ḫursag kifejezés beszélő név. A sumer nyelvben a NIN hölgyet, asszonyt jelent, a ḪUR.SAG pedig völgyet, hegyet, de sokszor ország értelemben használták (ḫursag=ország).
Ki istennő mítoszaiban Enlil anyja, a Ninhurszag-történetekben Enlil húga. Férje Enki (lásd Enki és Ninhurszag), leányuk Ninszar, akinek Enkitől születő leányuk Uttu. Enki Uttut is magáévá tette, aki egyszerre volt leánya és unokája is, de Uttu eltemette Enki magvát, amelyből az első nyolc növény hajtott ki. Enki megbetegedett a növényektől, és Ninhurszag meggyógyította, majd a nyolc növényből nyolc istenséget hozott létre: ezek Abu, Nintalla, Ninszutu, Ninkaszi, Nanse, Dazimua, Ninti és Ensag.

## Temploma Tell el-Ubaidban
Számos temploma közül az egyik Tell el-Ubaidban épült i. e. 2500 körül, a korai dinasztikus korszakban, Aanepada uralkodása idején. Az épületnek csak a díszítményeit találták meg az ásatások során.

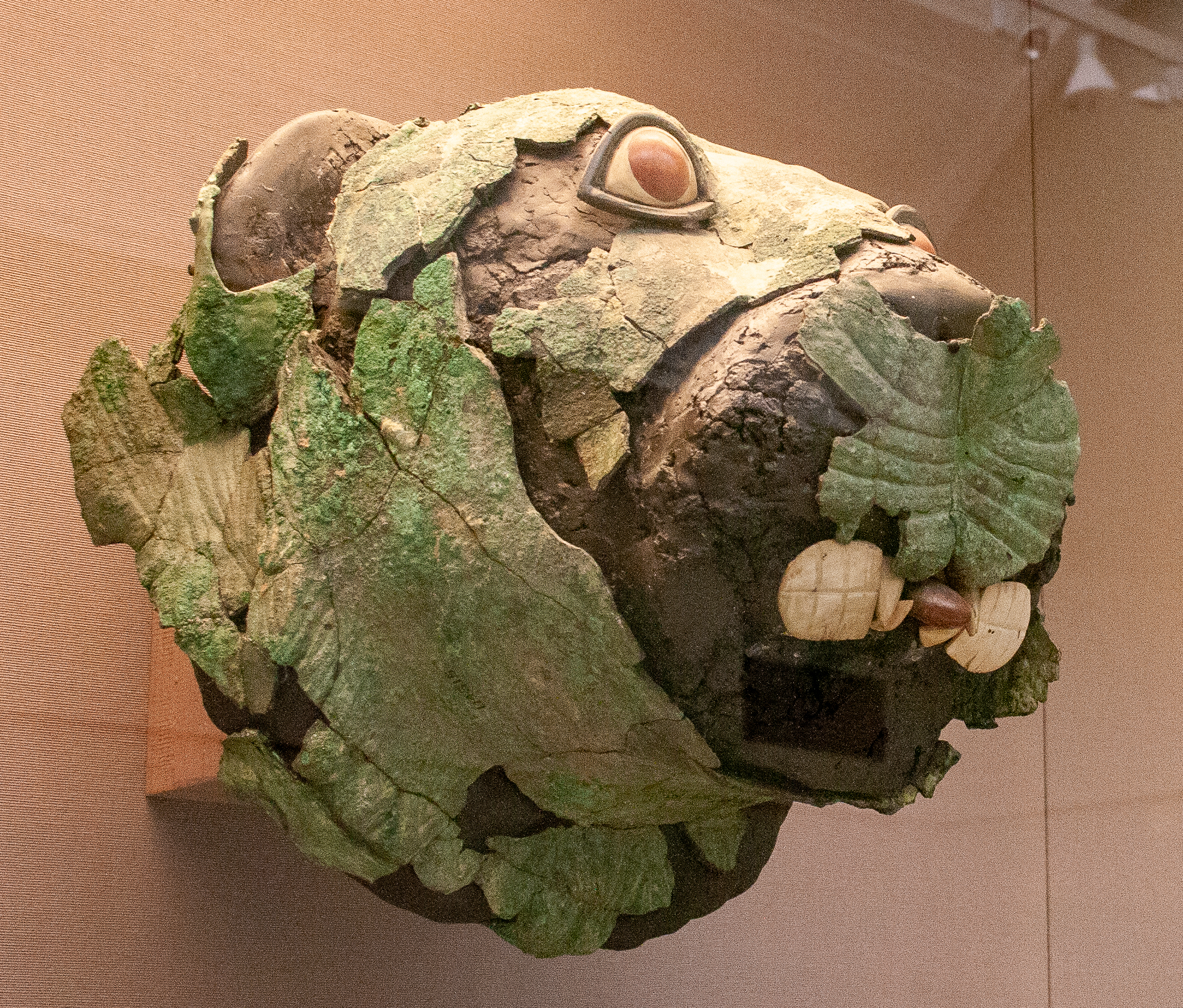
Oroszlánfej
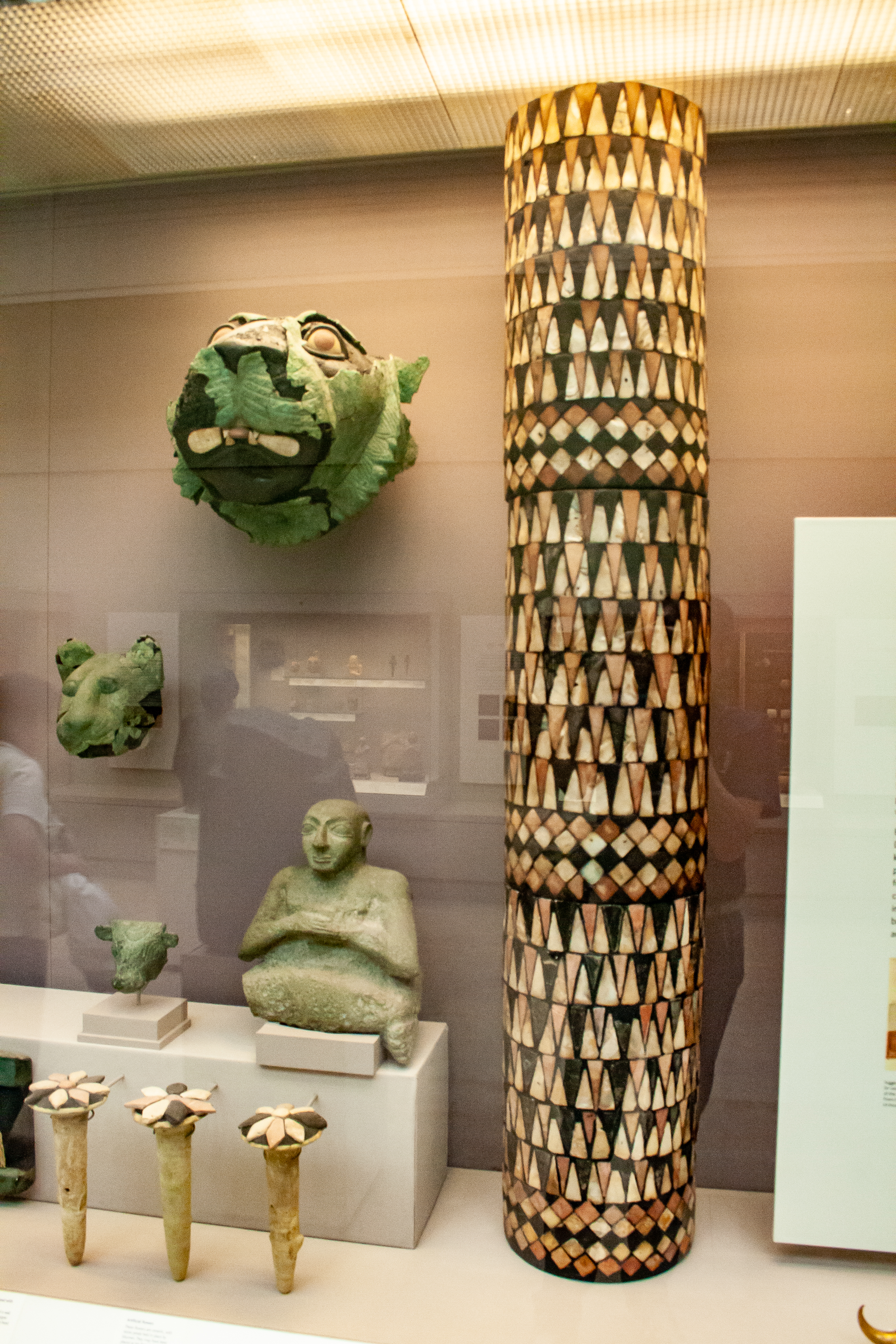
Mozaikoszlop, a bejárat mindkét oldalán ilyen lehetett
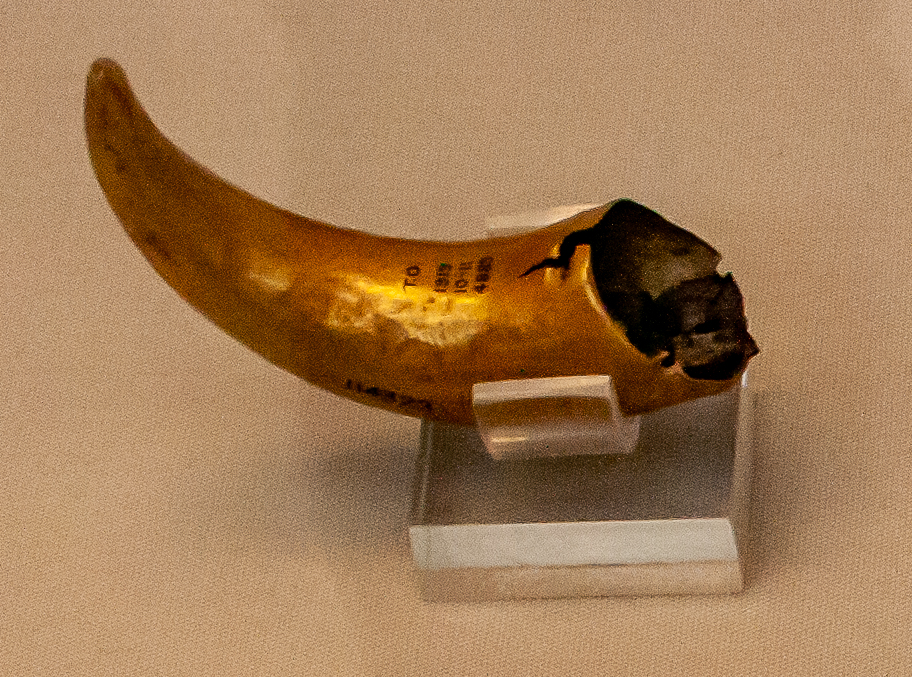
Arany szarv, bika fején lehetett.
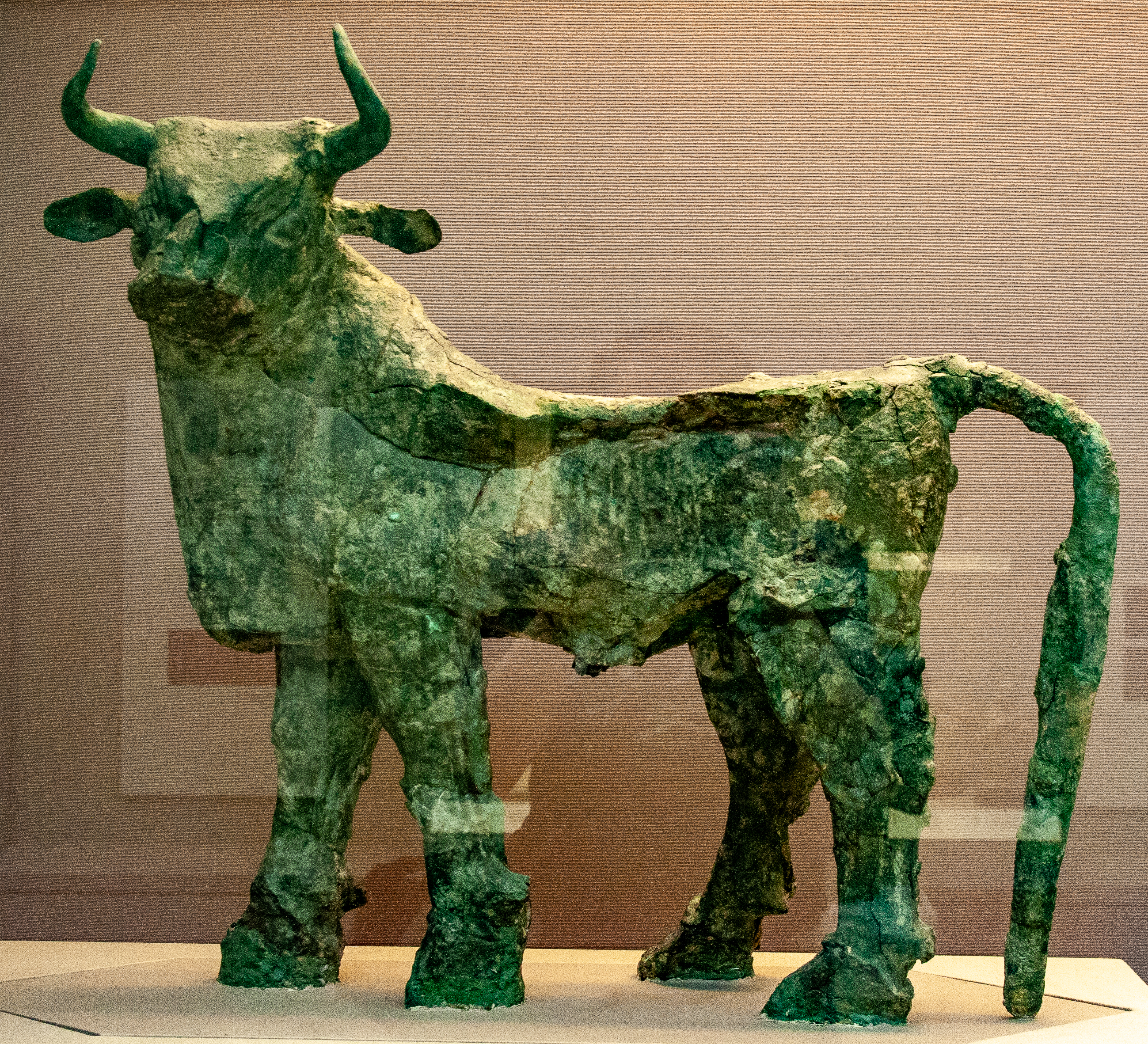
Bika szobra Ninhurszag templomából, i. e. 2500 körül. A rézötvözetből készült lemezt fából és bitumenből megformált magra kalapálták